# Cryptoblepharus leschenault
Cryptoblepharus leschenault är en ödleart som beskrevs av  Jean Theodore Cocteau 1832. Cryptoblepharus leschenault ingår i släktet Cryptoblepharus och familjen skinkar. IUCN kategoriserar arten globalt som livskraftig. Inga underarter finns listade i Catalogue of Life.